# (65211) 2002 EK1
(65211) 2002 EK1 est un astéroïde troyen jovien.

## Description
(65211) 2002 EK1 est un astéroïde troyen jovien, camp grec, c'est-à-dire situé au point de Lagrange L4 du système Soleil-Jupiter. Il présente une orbite caractérisée par un demi-grand axe de 5.168 UA, une excentricité de 0.028 et une inclinaison de 0.1° par rapport à l'écliptique.

## Compléments